# Vermiglio (Italia)
Vermiglio (IPA: /verˈmiʎʎo/, Verméi in dialetto solandro) è un comune italiano di 1 769 abitanti della provincia autonoma di Trento.
Vermiglio è il comune che ha come frazione staccata il Passo del Tonale che segna il confine con la Lombardia. Vi è situato il monumento ai caduti della prima guerra mondiale. Infatti fino al 1918 il Passo del Tonale era il confine di stato tra l'Impero austro-ungarico e il Regno d'Italia.

## Geografia fisica

### Territorio
Il centro principale è formato da tre frazioni: Pizzano, la più grande, Fraviano e Cortina, che sono oggi difficilmente distinguibili e formano in pratica un unico centro abitato.Poi, come quarta frazione, c’é il Tonale che dista circa 10 km, dove il territorio comunale confina con Ponte di Legno in Lombardia.
Ad ovest del paese, appunto verso il passo del Tonale, si estende una vallata lunga circa 3 km, ampia e verde per i prati coltivati, percorsa dal torrente Vermigliana, che a valle di Vermiglio confluisce nel torrente Noce, per proseguire la sua corsa fino al fiume Adige.

### Idrografia

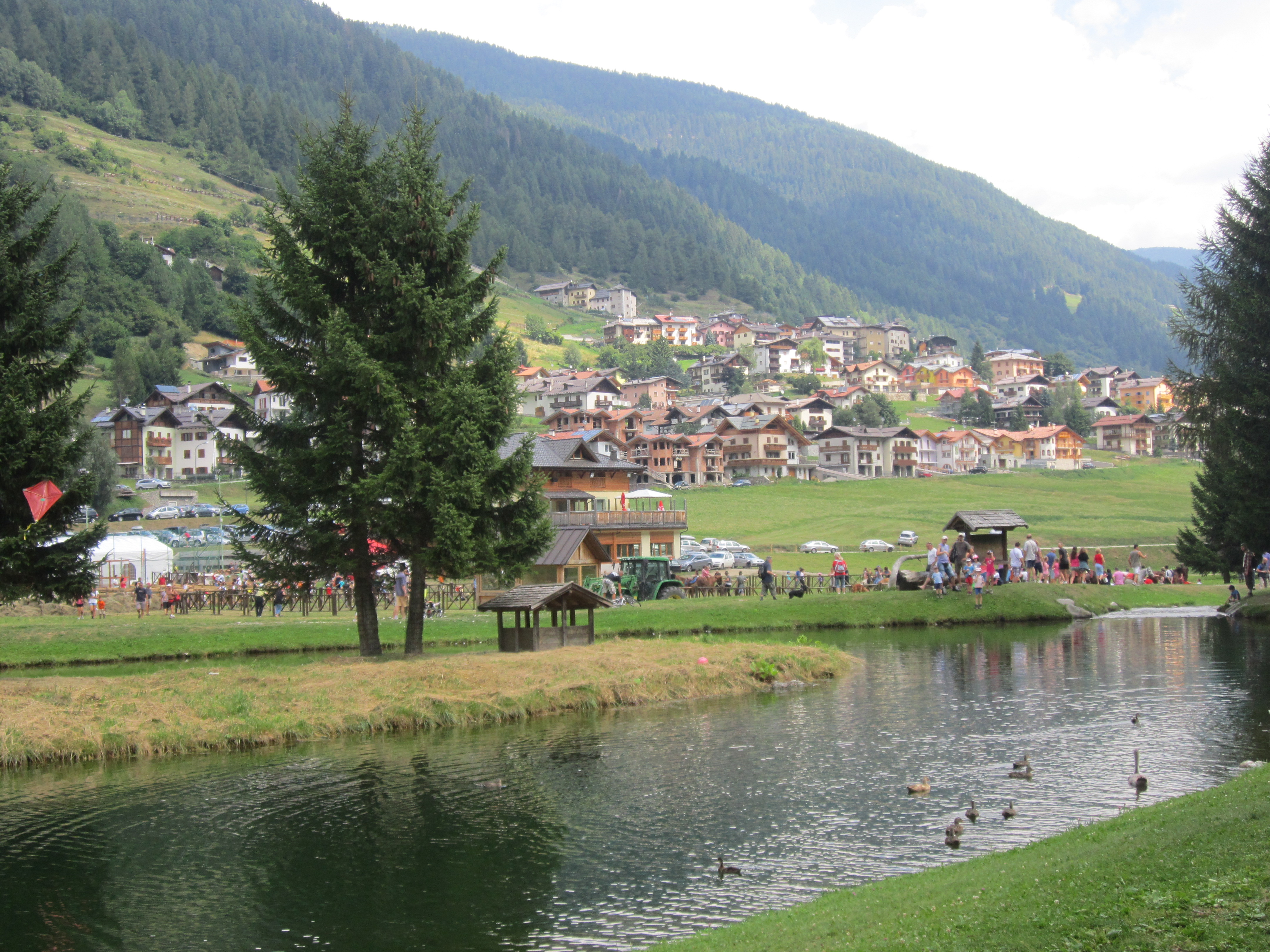
Laghetto Vermiglio

L'acqua del torrente Vermigliana, prima di attraversare l'abitato, viene utilizzata per produrre energia idroelettrica, per mezzo di tre turbine, nella centrale di Stavel. La nuova centrale è stata costruita proprio a fianco della vecchia, ereditata dai "Todeschi", detto così, come viene narrato dagli anziani del paese. Questa energia pulita è una fonte di guadagno per il comune, che la mette in rete vendendola. Nell'estate del 2008 è stata messa in funzione un'altra centrale, costruita due chilometri più a valle del paese, che raccoglie ed incanala di nuovo la stessa acqua producendo altra energia pulita.

## Storia
All'inizio Vermiglio si chiamava Armilla, poi il suo nome si è evoluto fino a Vermiglio. Nella prima guerra mondiale, combattuta al Passo Tonale i vermigliani furono evacuati a Mitterndorf.

### Simboli
Lo stemma e il gonfalone sono stati approvati con deliberazione della Giunta provinciale del 27 settembre 1991, n. 12337.
Stemma
Una versione precedente dello stemma era stata concessa con regio decreto dell'11 febbraio 1929: D'argento, al monte di tre colli di verde, movente dalla punta e sormontato da un albero sradicato di pino al naturale.
Gonfalone
Il drappo sarà appeso ad un bilico unito all'asta ricoperta da una guaina di velluto azzurro mediante un cordone a nappe, d'argento.»

## Monumenti e luoghi d'interesse

### Architetture religiose
- Chiesa di San Bartolomeo Apostolo, sulla strada per andare verso il passo del Tonale
- Chiesa di San Bartolomeo, sul passo del Tonale, edificata tra il 1982 e il 1983
- Chiesa di Santa Caterina in Colle, nella frazione Pizzano
- Chiesa di Santo Stefano, nella frazione di Fraviano
- Chiesa dei Santi Fabiano e Sebastiano, nella frazione Pizzano
- Chiesa di San Pietro Apostolo, nella frazione Cortina

### Architetture militari
Sulla strada che dal paese porta al passo del Tonale, si trovano cinque fortificazioni austriache della prima guerra mondiale: il forte Saccarana (o Forte Zaccarana, o Forte Tonale), il Forte Mero, il Forte Velon (o forte Vermiglio), il Forte Strino e il Forte Presanella (o Forte Pozzi Alti) dove dopo molti chilometri a piedi si arriva al Rifugio Denza.

## Società

### Evoluzione demografica
Abitanti censiti

## Amministrazione
| Periodo           | Periodo           | Primo cittadino   | Partito | Carica      | Note            |
| ----------------- | ----------------- | ----------------- | ------- | ----------- | --------------- |
| 4 giugno 1995     | 16 maggio 2010    | Carlo Daldoss     |         | Sindaco     |                 |
| 16 maggio 2010    | 14 febbraio 2014  | Denis Bertolini   |         | Sindaco     | <commissariato> |
| 14 febbraio 2014  | 4 maggio 2014     | Guido Ghirardini  |         | Commissario | [ 12 ]          |
| 5 maggio 2014     | 21 settembre 2020 | Anna Panizza      |         | Sindaco     |                 |
| 21 settembre 2020 | in carica         | Michele Bertolini |         | Sindaco     |                 |

## Sport
Il 6 giugno 1997 la 20ª tappa del Giro d'Italia 1997 si è conclusa al Passo del Tonale con la vittoria del colombiano José Jaime González.

Il comune di Vermiglio ospita alcune gare nazionali ed internazionali di sci di fondo, avendo più di 30 km di piste.

Il comune ha ospitato per tre edizioni la Coppa del mondo di ciclocross, unica corsa della stagione di ciclocross che si disputava interamente sulla neve. La Coppa del mondo di ciclocross 2023-2024 è stata l'ultima occasione in cui si è corso a Vermiglio, poi la prova non è più stata più organizzata a causa della scarsa partecipazione di pubblico.